# Vizcaya-broen
Vizcaya-broen (Puente de Vizcaya på spansk, Bizkaiko Zubia på baskisk) er en hængefærge som forbinder byerne Portugalete og Las Arenas (del af Getxo) nordvest for Bilbao i Vizcaya i Spanien. Hængefærgen krydser floden Nervión tæt på dens udmunding i Biscayabugten. Broen er 160 m lang og 45 m høj.
Hængefærgen er fra 1893 og er verdens ældste eksisterende hængefærge. Den har været på UNESCO's liste over verdens kulturarv siden 2006.
Den kombinerer ifølge UNESCO det 19. århundredes traditioner for at arbejde med jern med den dengang nye letvægtsteknologi i form af snoede stålwirer. Hængefærgen var den første af sin art i verden og regnes for en af de mest fremstående jernkonstruktioner fra den industrielle revolution.
Overfartstiden er 90 sekunder.
Den nuværende færgeplatform er fra 1998. Den hænger fra en 25 m lang vogn som med 36 hjul kører på skinner på brokonstruktionen. Kapaciteten er 6 biler, 6 motorcykler eller cykler og 200 passagerer. Broen er åben døgnet rundt. Prisen er €0,45 per person og €1,60 for en bil.
Der er også muligt at gå over broen idet der er installeret elevatorer i begge brotårne og lavet en gangsti på toppen af broen. Der er åbent for gående kl. 10-14 og 16-19 hver dag. Prisen for gående er €8 pr. person.